# مجموعه نرم‌افزاری
یک گردآورد نرم‌افزاری یا  مجموعه نرم‌افزاری مجموعه‌ای از برنامه‌های رایانه‌ای است که معمولاً شامل نرم‌افزارهای کاربردی و ابزارهای برنامه‌نویسی با قابلیت‌های مرتبط است که دارای توانایی‌هایی در مبادله اطلاعات و به اشتراک گذاشتن واسط کاربر است.

## مثال
- محیط یکپارچه توسعه‌ٔ نرم‌افزار
- نرم‌افزار اداری